# Cessna 303 Crusader
Pour les articles homonymes, voir Crusader.
Le Cessna 303 Crusader est un avion d'affaires américain des années 1980.

## Historique

### Développement
C'est en 1976 que l'avionneur Cessna se lança dans le développement d'un avion d'affaires léger à moteurs turbocompressés auquel il donna la désignation de Type 303 Clipper. Les études et phases de développement industriel furent relativement rapides puisque le premier avion réalisa son vol inaugural en février 1978. L'avion faisait appel à plusieurs avancées technologiques majeures comme une aile à profil supercritique ou encore une dérive en flèche. Le Cessna 303 Clipper était donc un avion assez différent des autres productions du constructeur.
Extérieurement il se présentait sous la forme d'un monoplan à aile basse cantilever. Ses deux moteurs étaient montés de part et d'autre du fuselage et animaient chacun une hélice tripale. L'avion disposait d'un train d'atterrissage tricycle escamotable. Le cockpit était prévu pour deux membres d'équipage tandis que quatre à six passagers pouvaient prendre place à l'arrière.
Les livraisons des premiers exemplaires de série du Cessna 303 ont débuté en septembre 1981.

### Polémique
Lors de l'annonce de l’existence du programme du Type 303 Clipper une polémique éclata entre Cessna et la compagnie aérienne américaine Pan Am concernant le nom Clipper qui était alors une marque déposée. Sans aller jusqu'au procès le constructeur préféra renoncer à ce patronyme et opta pour celui de Crusader bien que celui-ci était déjà utilisé par un chasseur embarqué de l'US Navy.

### Commercialisation
Le Cessna 303 Crusader fut principalement commercialisé aux États-Unis et en Europe occidentale jusqu'à la fin de sa production en décembre 1985.

#### Utilisateurs civils
Outre les États-Unis des Cessna 303 Crusader privés ont volé (ou volaient encore en 2012) dans de nombreux pays dont les suivants :
- Afrique du Sud,
- Allemagne,
- Australie,
- Autriche,
- Belgique,
- Chili,
- Colombie,
- France,
- Pays-Bas
- Pologne,
- République tchèque,
- Royaume-Uni,
- Slovaquie,
- Suisse.

#### Utilisateurs militaires et parapublics
Le Cessna 303 Crusader a volé sous les cocardes des deux pays suivants.
- Guatemala,
- Haïti.

## Avions similaires
- Beech Baron,
- Piper Navajo,